# Groupe de M83
Le groupe de M83 comprend au moins quatre galaxies situées dans la constellation de l'Hydre. La distance moyenne entre ce groupe et la Voie lactée est d'environ 4,72 Mpc (∼15,4 millions d'al). 

## Membres
Le tableau ci-dessous liste les quatre galaxies du groupe indiquées dans l'article de A.M. Garcia paru en 1993.
| Nom            | Class.  | Type                     | α (J2000.0)   | δ (J2000.0)  | Vitesse radiale (km/s) | m     | Distance (Mpc) | Diamètre (kal) |
| -------------- | ------- | ------------------------ | ------------- | ------------ | ---------------------- | ----- | -------------- | -------------- |
| NGC 5236 (M83) | SAB(s)c | Spirale intermédiaire    | 13h 37m 00.9s | -29° 51′ 56″ | 513 ± 2                | 7,5   | 4,66 ± 0,07    | 118            |
| NGC 5264       | IB(s)m  | Irrégulière magellanique | 13h 41m 36.7s | -29° 54′ 47″ | 478 ± 3                | 12,0  | 4,66 ± 0,14    | 29             |
| IC 4316        | IBm?    | Irrégulière magellanique | 13h 40m 18.4s | -28° 53′ 32″ | 582 ± 45               | 14,4  | 4,30 ± 0,21    | 7,1            |
| ESO 444-78     | Im      | Irrégulière magellanique | 13h 36m 31.1s | -29° 14′ 06″ | 573 ± 1                | 13,89 | 5,26 ± 0,16    | 11             |

Le site DeepskyLog permet de trouver aisément les constellations des galaxies mentionnées dans ce tableau ou si elles ne s'y trouvent pas, l'outil du site constellation permet de le faire à l'aide des coordonnées de la galaxie. Sauf indication contraire, les données proviennent du site NASA/IPAC.